# Миёси, Кодзи
Ко́дзи Миёси (яп. 三好 康児 Миёси Кодзи, род. 26 марта 1997, Кавасаки, Япония) — японский футболист, полузащитник немецкого клуба «Бохум». Выступал за сборную Японии.

## Клубная карьера
Миёси является воспитанником клуба «Кавасаки Фронтале», в академии которого учился с 2007 года. В августе 2014 года клуб объявил о том, что Кодзи станет игроком основной команды в следующем сезоне. В 2015 году для получения игровой практики отправился в аренду в клуб третьего японского дивизиона «Джей-лига U22», созданный для подготовки молодых игроков к Олимпиаде. По возвращении из аренды в том же году Миёси дебютировал за «Кавасаки Фронтале» в высшем дивизионе в матче против клуба «Альбирекс Ниигата» (4:1), выйдя на замену в компенсированное время. 8 октября 2017 года в ответном полуфинальном матче Кубка Джей-Лиги против команды «Вегалта Сэндай» (3:1) забил два мяча и тем самым помог своей команде выйти в финал. За три сезона в составе клуба принял участие в 32 матчах Джей-лиги и забил в них 5 мячей.
В течение 2018 года на правах аренды защищал цвета клуба «Консадоле Саппоро», а в следующем сезоне также на правах аренды выступал за клуб «Иокогама Ф. Маринос».
20 августа 2019 года был взят в аренду клубом чемпионата Бельгии «Антверпен» на один год с опцией выкупа.

## Карьера в сборной
В 2012 году дебютировал в составе сборной Японии до 16 лет, с которой в том же году выиграл Чемпионат Юго-Восточной Азии среди юношеских команд и стал финалистом Чемпионата Азии среди юношеских команд. Этот результат позволил сборной до 17 лет поехать в следующем году на чемпионат мира среди юношеских команд, где Миёси вышел на поле в трёх матчах, а его сборная дошла до 1/8 финала.
Впоследствии со сборной до 19 лет Кодзи выиграл Чемпионат Азии среди юношеских команд, благодаря чему со сборной до 20 лет квалифицировался на чемпионат мира среди молодёжных команд 2017, где японцы вылетели на стадии 1/8 финала.
В течение 2018 года привлекался к матчам молодёжной сборной Японии, в составе которой в том же году стал четвертьфиналистом чемпионата Азии среди молодёжных команд, серебряным призёром Азиатских игр и участником турнира в Тулоне.
24 мая 2019 года Миёси был включён в заявку сборной Японии на Кубок Америки в Бразилии, куда японцы отправили фактически олимпийскую сборную в рамках подготовки к футбольному турниру Летних Олимпийским играм 2020 года, на котором Япония будет выступать в статусе хозяев. 17 июня 2019 года Миёси дебютировал в составе сборной на Кубке Америки в матче против Чили, выйдя на замену вместо Дайдзэна Маэды, а уже в следующем матче с Уругваем Кодзи вышел в стартовом составе и отметился дублем, принеся своей команде ничью. Однако сборная Японии не смогла выйти в плей-офф, став худшей из команд, занявших третье место.
Был включён в состав олимпийской сборной на Олимпиаду 2020.

## Статистика

### Клубная статистика
| Выступление                  | Выступление      | Выступление      | Лига | Лига | Кубок | Кубок | Кубок лиги | Кубок лиги | Континент | Континент | Прочее | Прочее | Итого | Итого |
| Клуб                         | Лига             | Сезон            | Игры | Голы | Игры  | Голы  | Игры       | Голы       | Игры      | Голы      | Игры   | Голы   | Игры  | Голы  |
| ---------------------------- | ---------------- | ---------------- | ---- | ---- | ----- | ----- | ---------- | ---------- | --------- | --------- | ------ | ------ | ----- | ----- |
| Кавасаки Фронтале            | Джей-лига        | 2015             | 3    | 0    | 0     | 0     | 2          | 0          | —         | —         | —      | —      | 5     | 0     |
| Кавасаки Фронтале            | Джей-лига        | 2016             | 16   | 4    | 4     | 0     | 6          | 0          | —         | —         | 1      | 0      | 27    | 4     |
| Кавасаки Фронтале            | Джей-лига        | 2017             | 13   | 1    | 0     | 0     | 2          | 2          | 4         | 0         | 0      | 0      | 19    | 3     |
| Кавасаки Фронтале            | Итого            | Итого            | 32   | 5    | 4     | 0     | 10         | 2          | 4         | 0         | 1      | 0      | 51    | 7     |
| Консадоле Саппоро (аренда)   | Джей-лига        | 2018             | 27   | 3    | 1     | 0     | 0          | 0          | —         | —         | —      | —      | 28    | 3     |
| Консадоле Саппоро (аренда)   | Итого            | Итого            | 27   | 3    | 1     | 0     | 0          | 0          | —         | —         | —      | —      | 28    | 3     |
| Иокогама Ф. Маринос (аренда) | Джей-лига        | 2019             | 19   | 3    | 2     | 0     | 4          | 0          | —         | —         | —      | —      | 25    | 3     |
| Иокогама Ф. Маринос (аренда) | Итого            | Итого            | 19   | 3    | 2     | 0     | 4          | 0          | —         | —         | —      | —      | 25    | 3     |
| Антверпен (аренда)           | Жупилер-про-лига | 2019/20          | 14   | 1    | 1     | 2     | —          | —          | —         | —         | —      | —      | 15    | 3     |
| Антверпен                    | Жупилер-про-лига | 2020/21          | 23   | 3    | 1     | 0     | —          | —          | 8         | 0         | —      | —      | 32    | 3     |
| Антверпен                    | Итого            | Итого            | 37   | 4    | 2     | 2     | —          | —          | 8         | 0         | —      | —      | 47    | 6     |
| Всего за карьеру             | Всего за карьеру | Всего за карьеру | 115  | 15   | 9     | 2     | 14         | 2          | 12        | 0         | 1      | 0      | 151   | 19    |

### Матчи за сборную
| № | Дата           | Соперник | Счёт | Голы Миёси | Турнир             |
| 1 | 17 июня 2019   | Чили     | 4:0  | —          | Кубок Америки 2019 |
| 2 | 20 июня 2019   | Уругвай  | 2:2  | 2          | Кубок Америки 2019 |
| 3 | 24 июня 2019   | Эквадор  | 1:1  | —          | Кубок Америки 2019 |
| 4 | 13 ноября 2020 | Панама   | 1:0  | —          | Товарищеский матч  |
| 5 | 17 ноября 2020 | Мексика  | 0:2  | —          | Товарищеский матч  |

Итого: 5 матчей / 2 гола; 1 победа, 2 ничьи, 2 поражения.

## Достижения
Командные
 «Кавасаки Фронтале»
- Чемпион Японии: 2017

 «Иокогама Ф. Маринос»
- Чемпион Японии: 2019

 «Антверпен»
- Чемпион Бельгии: 2022/23
- Обладатель Кубка Бельгии: 2019/20, 2022/23